# Carl Adolph Ferdinand Heidorn

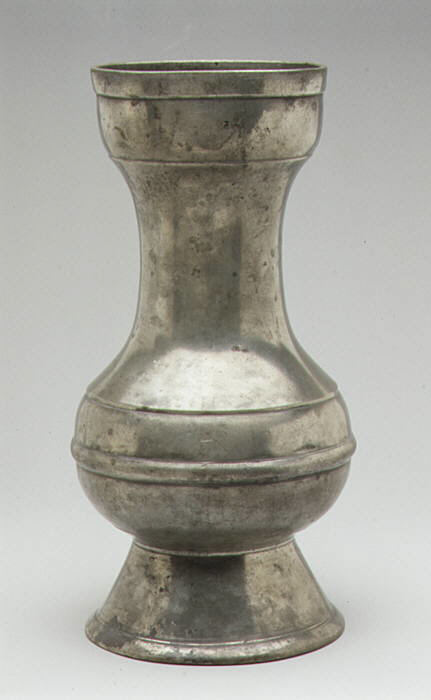
Maßgefäß, New York, Metropolitan Museum

Carl Adolph Ferdinand Heidorn, auch Karl, Adolf Heidorn (* 11. Mai 1823 in Celle; † 24. März 1893 in Lübeck) war ein deutscher Zinngießer. Er war der letzte Zinngießer in Lübeck.

## Leben
Carl Adolph Ferdinand Heidorn erlernte ab 1837 bei Gottfried Jacob Schröder in Celle das Zinngießer-Handwerk. 1841 wurde er Geselle und ging auf die vorgeschriebene Wanderschaft, die ihn unter anderem nach Lüneburg und Hamburg führte. Vor 1852 kam er nach Lübeck; hier leistete er am 25. Januar 1852 den Bürgereid, wurde als Meister angenommen und übernahm die am Markt (damals Markt 258; neue Nummer 11) gelegene alteingesessene Werkstatt des verstorbenen Diedrich Hinrich Tiedemann (1806–1850), die dieser schon von seinem Vater Hinrich Tiedemann (1741–1812) übernommen hatte.

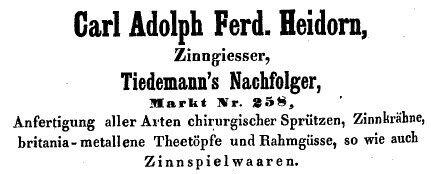
Anzeige im Adressbuch 1854

Laut einer Anzeige im Lübeckischen Adressbuch von 1854 fertigte Heidorn chirurgische Spritzen, Zinnkrähne (Wasserhähne), Teetöpfe und Rahmgüsse (Sahnekännchen) aus Britanniametall sowie Zinnspielwaren an. Traditionell gehörten auch Sargbeschläge zu seinem Sortiment. Seine großformatigen Zinnsoldaten mit einer Größe von ca. 60 mm, die Dragoner, Husaren und Lübecker Bürgermilitär darstellten, sowie Ritter und verschiedene Soldaten in einer  Größe von ca. 40 mm stellte er in Formen her, die von anderen, wie seinem aus Nürnberg stammenden Gesellen Andreas Besold graviert wurden.
1855 verlegte er Werkstatt und Wohnung in die Holstenstraße 179. 1863 nahm er an der Lübecker Gewerbeausstellung teil. Er war auch Kirchenvorsteher der Petrikirche. Noch einmal verlegte er 1885 seine Werkstatt in die Johannisstraße bevor er sich 1890 zur Ruhe setzte. Mit ihm erlosch das Zinngießer-Handwerk in Lübeck.
1897 kamen seine Gussformen, insgesamt 78 Stück, in das Lübecker Museum. Sie befinden sich heute im Depot des St. Annen-Museums.

## Werke
- Maßgefäß, Metropolitan Museum of Art, New York[2]